# 第十四号掃海艇
|                                   | |
| 艦歴                              | |
| 計画                              | 昭和6年度計画 |
| 起工                              | 1931年12月22日 |
| 進水                              | 1933年5月20日 |
| 竣工                              | 1933年9月30日 |
| その後                            | 1942年1月12日陸上砲台の砲撃により沈没 |
| 除籍                              | 1945年11月30日 |
| 性能諸元（竣工時→性能改善工事後） | |
| 排水量                            | 基準：525トン → 691トン 公試：590トン → 800トン |
| 全長                              | 74.00m |
| 全幅                              | 8.20m |
| 吃水                              | 2.07m → 3.13m |
| 機関                              | ロ号艦本式缶（混焼）2基 3気筒3段膨張レシプロ2基 2軸、3,200馬力                                                                                     |
| 速力                              | 20.0ノット → 19ノット |
| 航続距離                          | 12ノットで2,600海里 |
| 燃料                              | 重油：25トン 石炭：53トン |
| 乗員                              | 98名 |
| 兵装                              | 45口径三年式12cm砲 2門 40口径三年式8cm高角砲 単装1門 九一式爆雷投射機2基 爆雷36個（もしくは16個） 掃海具、または五号機雷40個、または八九式機雷26個 |

第十四号掃海艇（だいじゅうよんごうそうかいてい）は、日本海軍の掃海艇。第十三号型掃海艇の2番艦。

## 艦歴
1931年（昭和6年）12月22日、大阪鉄工所桜島工場で起工。1933年（昭和8年）5月20日進水。同年9月30日に竣工。第十四号掃海艇と命名され、掃海艇に類別。
1937年（昭和12年）から1939年（昭和14年）まで日中戦争において華中及び華北の作戦に参加。太平洋戦争では、南方侵攻作戦に参加。1942年（昭和17年）1月12日、ボルネオ攻略作戦において同島タラカン泊地で掃海中、オランダ軍陸上砲台からの砲撃を受け沈没。その後、第4予備艦となる。1945年（昭和20年）11月30日に除籍。

## 歴代艇長
※艦長等は『日本海軍史』第9巻・第10巻の「将官履歴」及び『官報』に基づく。
艤装員長
- 谷口秀志 大尉：1933年5月25日[3] -

艇長
- 谷口秀志 大尉：1933年9月30日[4] - 1934年11月1日[5]
- 有馬時吉 大尉：1934年11月1日[5] - 1935年10月15日[6]
- 中俣勇 大尉：1935年10月15日[6] - 1938年2月21日[7]
- 浜中脩一 少佐：1938年2月21日[7] - 1938年11月15日[8]
- 入戸野篶生 大尉：1938年11月15日[8] - 1940年10月15日[9]
- 寺内正道 大尉：1940年10月15日[9] - 1941年2月10日[10]
- 吉本義国 予備大尉：1941年2月10日[10] -